# 澤木郁也
澤木郁也（日语：／ Sawaki Ikuya，1951年8月25日—），日本男性聲優。千葉縣出身。

## 演出作品

### 電視動畫
- 明日之星娜佳（荷西的經理）
- 足球小將翼（城山監督）
- 魁！！男塾（忍者、王大人）
- 風中少女 金髮珍妮（韋恩上校）
- 黑之契約者（貓）
- 黑之契約者 -流星的雙子-（貓）
- 北斗神拳（強尼、戴面具的男子、フウガ、ゾリゲ、アビダ、ドルフィ）
- 名偵探柯南（清水正人、若井健兒、竹岡勳）
- 名門！第三棒球部（指宿）
- 橫山光輝三國志（袁紹）
- 勇者傳說（紅龍）
- 森林王子 少年毛克利（琳達的父親、齊爾）
- 世界名作劇場系列
  - 阿爾卑斯物語 我的安妮特（韋納、馬賽爾）
  - 牧場上的少女卡特莉（薩沙）
  - 小公主莎拉（聖約翰）
  - 愛的小婦人物語（校長）
  - 小公子西迪（希金斯）
  - 我的長腿叔叔（麥克布萊德）
  - 崔普一家物語（經理）
  - 大草原上的小天使 灌叢嬰猴（加努西亞、麥可）
  - 七海的堤可（威爾克斯）
  - 羅密歐的藍天（邱比歐）
  - 無家可歸的孩子蕾米（村長）
- 變形金剛系列
  - 變形金剛：頭領戰士（巨無霸福特）
  - 變形金剛：微型傳說（飛輪）
- 浪客劍心（神谷越路郎、鶴左衛門、龍五郎）
- 逮捕令（德野警官）
- 沉默的未知（海麗葉特的爺爺）
- 增血鬼果林（阿爾弗雷德的父親）
- 雪之女王（船員）

1984年
- 福星小子（酒保）

1994年
- 橘子醬男孩（佐久間理人）

1998年
- 神風怪盜貞德（宗隆）

1999年
- 魔術師歐菲（巴格普）

2002年
- 驚爆危機（風間信太郎）

2003年
- 驚爆危機？校園篇（教頭）
- 天上天下（東堂）

2006年
- 櫻蘭高校男公關部（蓮華的父親）

2007年
- 鬼太郎第5季（海座頭）
- 噬魂者（福爾摩斯）

2013年
- RDG 瀕危物種少女（宗田教授）
- 境界的彼方（名瀨家祖父）

2014年
- ONE PIECE（藤虎）

2015年
- 血界戰線（主治醫生、長老／LHOS長老）
- 潮與虎（ニコラス・ケストラー）

2016年
- 名侦探柯南（宮台優）

2017年
- 正確的卡多（徭仁平）
- 十二大戰（幹部）
- 奇諾之旅 -the Beautiful World- the Animated Series（長老）
- 時間飛船24 逆襲的三惡人（愛迪生）
- 犬屋敷（警視總監）

2018年
- 銀河英雄傳說 Die Neue These 邂逅（葛利格·馮·米克貝爾加）

2022年
- 數碼寶貝幽靈遊戲（怨靈）

2023年
- Fate/strange Fake -Whispers of Dawn-（基修亞·澤爾里奇·修拜因奧古）
- 某大叔的VRMMO活動記（艾米爾[1]）

### OVA
- 旭日之艦隊（ヒトラー）
- 紺碧之艦隊（キンメル、ヒトラー）

1983年
- DALLOS（警察）

### 劇場版
- 足球小將翼（城山監督）
- 劇場版 Fate/stay night Heaven's Feel III.spring song（基修亞·澤爾里奇·修拜因奧古）
- 劇場版 名偵探柯南:黑鐵的魚影（丑尾寬治）

## 外部連結
- 個人簡歷（日語）

1. ↑  . Comic Natalie. 2023-12-15  [2023-12-15]. （原始内容存档于2023-12-16） （日语）.